# 3Hz
3Hz Inc. (jap. 株式会社3Hz Kabushiki-gaisha San Herutsu) – japońskie studio zajmujące się animacją i produkcją anime. Zostało założone w 2013 roku.
17 czerwca 2024 roku studio 3Hz ogłosiło, że przeniosło swoją działalność w zakresie planowania i produkcji animacji do A-1 Pictures. Firma dodała, że jej działalność będzie kontynuowana w nowym studiu. Zarówno 3Hz, jak i oficjalne konto X anime Sword Art Online Alternative: Gun Gale Online II potwierdziły, że ten sam zespół, który pracował nad anime, będzie kontynuował pracę nad nim w A-1 Pictures.

## Produkcje
Źródło.
- Sora no Method
- Dimension W
- Flip Flappers
- Princess Principal
- Sword Art Online Alternative: Gun Gale Online
- Blackfox
- Rifle Is Beautiful
- A3! Season Autumn & Winter
- A3! Season Spring & Summer